# Anosia aruana
Anosia aruana är en fjärilsart som beskrevs av Moore 1883. Anosia aruana ingår i släktet Anosia och familjen praktfjärilar. Inga underarter finns listade i Catalogue of Life.